# Chladni család
A Chladni család Trencsén vármegyéből származó evangélikus család. 1673-ban a vallásüldözések elől Chladni György családjával együtt a szászországi Görlitzbe menekült. A brandenburgi uebigaui St.-Nikolai-templom keleti oldalán található a Chladni família családi sírja.

## A család nevesebb tagjai
- Chladni György (1637–1692) evangélikus lelkész
- Chladni Márton (1669–1725) teológus, Chladni György fia (1669–1725)
- Ernst Chladni (1756–1827) fizikus, Chladni Márton unokája